# Wedlitz

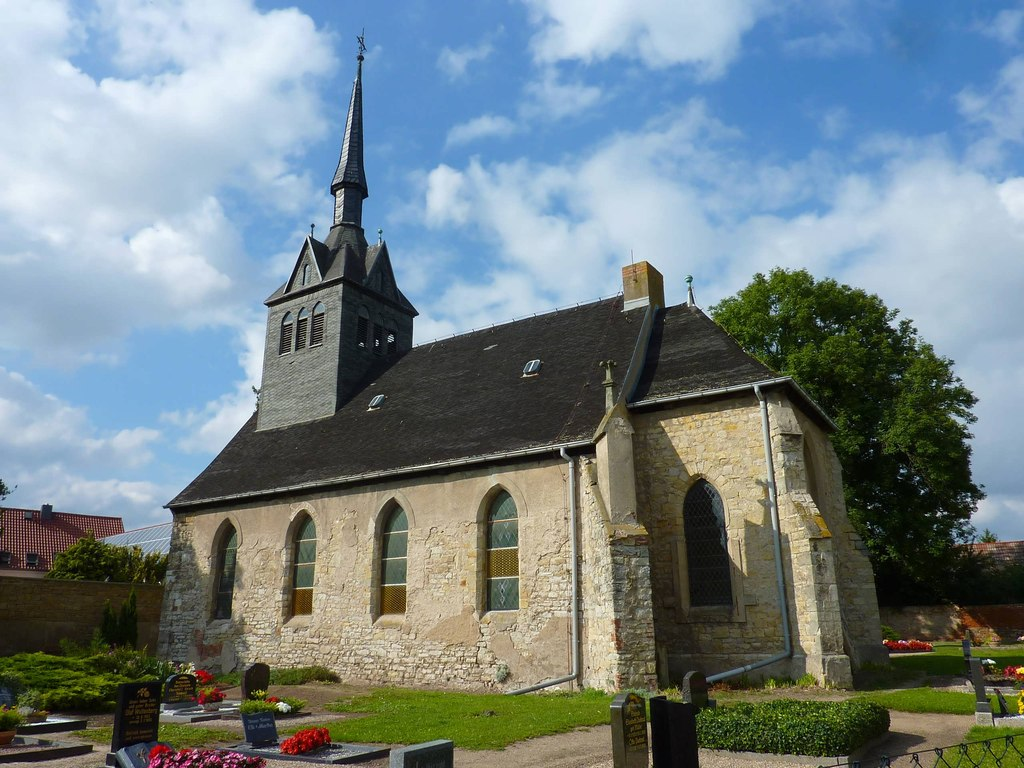
Kirche in Wispitz

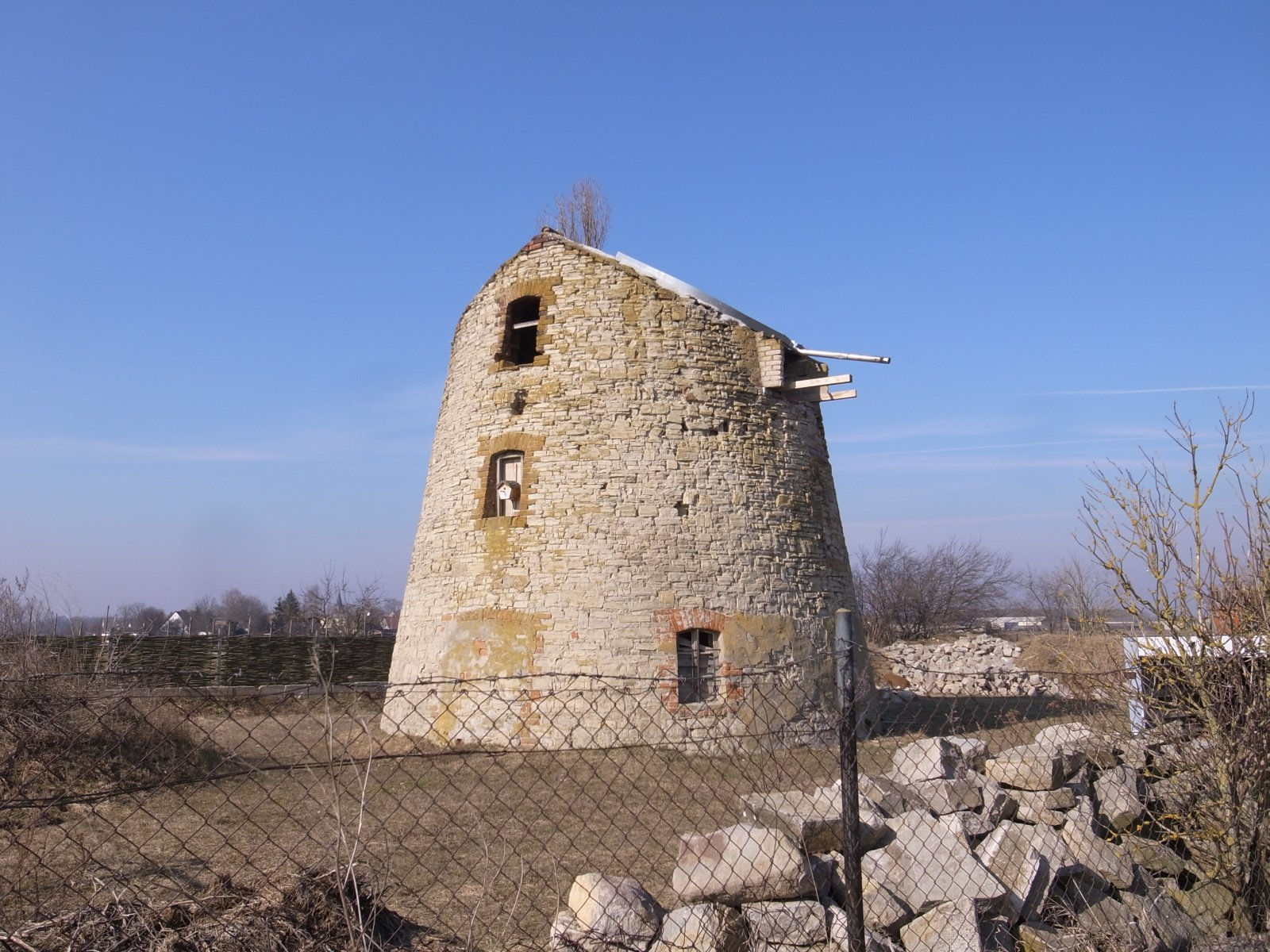
Rest der Windmühle in Wedlitz

Wedlitz ist ein Ortsteil der Stadt Nienburg (Saale) im Salzlandkreis in Sachsen-Anhalt, Deutschland.

## Geografie
Wedlitz und Wispitz liegen nordöstlich von Bernburg (Saale) an der Saale in der Magdeburger Börde.

### Ortschaftsgliederung
Zur Ortschaft Wedlitz gehören die Ortsteile Wedlitz und Wispitz.

## Geschichte
Laut Codex diplomaticus Anhaltinus wird Wedlitz und Wispitz erstmals in einer Urkunde Ottos I. genannt, der 951 dem Markgrafen Gero vier Dörfer (villa) im Gau Serimunt, darunter Vitumilici und Wisepia zu Lehen gab.
Otto III. schlichtete einen Streit zwischen Wedlitzer Bauern und Bauern aus Jesar, die ihr Vieh über den Wedlitzer Anger an die Saale treiben mussten, um zu ihrer Weide zu gelangen.
1320 und 1330 hat es sehr starke Hochwasser gegeben, sodass vermutet wird, dass sich der Hauptflussarm der Saale verändert hatte.
1463 wird eine Fähre bei Wispitz über die Saale erwähnt, später war dort eine Kahnüberfahrt. Am 25. Januar 1475 belehnt Scholastica von Anhalt, Äbtissin zu Gernrode Günther von Wettelicz und seine Erben mit 1/2 Hufen Land und auf dem Felde zu Wispitz und mit 2 Höfen im Dorf, sowie 1 Morgen Land auf dem Felde zu Wethelicz, sowie einem Werder in der Weide zu Baalberge.
In den Aufzeichnungen des Nienburger Klosters von 1563 wurden erstmals die zu Wedlitz gehörenden Dörfer Politz und Lazetz erwähnt. Lazez war im Besitz des Nienburger Klosters. Östlich von Wedlitz weisen Flurnamen auf die Lage des Dorfes hin. Politz, gehörte ebenfalls dem Nienburger Kloster. Politz lag östlich von Wedlitz am Rosenburger Feldweg.
Ab 1597 sind die frühesten auf Pergament verfassten Kirchenbücher vorhanden. Die Pest wütete 1611 in Wedlitz, Wispitz und in der gesamten Umgebung. In Wedlitz allein starben um die 70 Personen. Am 14. Januar 1636 plünderten die Schweden im Dreißigjährigen Krieg Wedlitz und am 17. Dezember wurde Nienburg und Umgebung von 150 kaiserlichen Soldaten überfallen und geplündert. Am 18. September 1644 marschierte die schwedische Armee auf dem rechten Saaleufer nach Norden auf Nienburg zu. Die Spitzen rückten nach Wedlitz vor, auch die kaiserlichen Truppen rückten bis an die Wedlitzer Furt. Die Schildwachen beider Armeen standen sich unmittelbar gegenüber.
Wedlitz und Wispitz bekamen 1811 einen gemeinsamen Prediger. 1830 hat ein Hochwasser in Wedlitz und Wispitz viele Häuser einstürzen lassen und im gesamten Lande wurden für die Geschädigten Kollekte gesammelt.
1860 wurde Wedlitz als ein Pfarr- und Kirchdorf an der Saale, 1/4 Stunde von Nienburg mit einer Schule, 3 Rittergütern im Besitz der Familie von Stammern, 40 Häusern und 263 Bewohnern, von denen 3 Anspänner, 14 Kossathen, 7 Häusler, 25 Mietsleute und 144 männlichen und 119 weiblichen Geschlechts sind, beschrieben. Sie bearbeiteten eine Feldmark von 2664 Morgen Acker, 335 Morgen Wiese und unterhielten einen Viehstand von 31 Pferden, 134 Rindern, 2347 Schafen, 169 Schweinen und 16 Ziegen.
Wispitz war zu dieser Zeit ein an der Saale gelegenes Kirchdorf, die Tochterkirche von Wedlitz mit 1 Schule, 1 Rittergut im Besitz der Familie von Stammer, 1 Mühle, 47 Häuser und 271 Bewohnern, von denen 4 Anspänner, 17 Kossathen, 18 Häusler, 20 Miethsleute und 128 männlichen und 143 weiblichen Geschlechts sind. Sie bebauten eine Feldmark von 790 Morgen Acker, 18 Morgen Wiese und unterhielten einen Viehbestand von 21 Pferden, 69 Rindern, 204 Schafen, 101 Schweinen und 37 Ziegen.
Die Kirche in Wedlitz war vor der Reformation eine zur Abtei Nienburg gehörende Kapelle, und in derselben befindet sich das Grabgewölbe der früheren Rittergutsbesitzer. 1826 brannten die Wirtschaftsgebäude außer dem Wohnhaus ab und wurden neu aufgebaut.
Das etwa 400 Jahre alte Pfarrgehöft, ein Fachwerkbau, wurde mit allen dazugehörigen Scheunen abgerissen. Zwischen 1864 und 1867 wurden die neue Kirche und die Schule in Wedlitz als rote Backsteinbauten errichtet. 1873 wurden die Dörfer Wedlitz und Wispitz durch einen Deich gegen Hochwasser geschützt. Dieser Deich wurde bis heute öfters erneuert und aufgestockt.
Familie von Stammer verkaufte 1889 mit „herzoglichen Consens“ die Höfe an den Kammerherren von Wuthenau. Dieser begann mit dem Umbau der Höfe. Mit dieser Erwähnung endet die Geschichte von Familie von Stammer in Wedlitz und Wispitz. Die Familie von Stammer hat über Jahrhunderte großen Einfluss über beide Orte ausgeübt. Dieser Einfluss lässt sich an den Gedenktafeln in Wedlitz deutlich machen.
1906 erfolgte die Gründung der Freiwilligen Feuerwehr Wedlitz. Im Ersten Weltkrieg fanden 21 Männer aus Wedlitz und 12 aus Wispitz den Tod.
Am 26. Januar 1926 wurde der Wedlitzer Geflügelverein gegründet und 1934 war die Gründung der Freiwilligen Feuerwehr Wispitz.
Entsprechend der Vereinbarung der vier Siegermächte von Jalta, gehörte das Gebiet ab dem 1. Juli 1945 zur sowjetischen Besatzungszone und wurde Teil des neuen Landes Sachsen-Anhalt. Am 5. Oktober 1946 wurde die Bodenreform durchgeführt. In Wedlitz wurden das Rittergut Haberland und der Großgrundbesitz der Familie Lucke enteignet und aufgeteilt. Land-, Industriearbeiter und Umsiedler erhielten von der Bodenkommission in der Regel 8 Hektar Land und 0,25 Hektar Wald. Altbauern, die weniger als 10 Hektar Land besaßen, konnten auch Land aus der VdgB und gegen ein Entgelt oder Naturalien an die Neubauern ausgeliehen. 1949 wurden die Maschinen-Ausleihstation, Maschinen-Traktoren-Station und Reparatur-Traktoren-Station gegründet und in beiden Orten entstanden Schrebergärten. Die Bodenreform beeinflusste in ihren Auswirkungen wesentlich das Ortsbild. Die Scheune des Ritterguts Haberland an der Hauptstraße und der Kuhstall in der jetzigen MTS-Straße wurden abgerissen. Das Material wurde zum Bau der Siedlerstellen verwendet, die in der Poststraße und im Siedlerweg entstanden.
1951 wird die Betriebssportgemeinschaft „Traktor Wedlitz“ gegründet. Seit der Gründung nehmen die Fußballer am Wettkampfbetrieb der „KFA Bernburg“ teil. Beide Dörfer feierten das 1000-jährige Jubiläum der ersten urkundlichen Erwähnung.
Am 20. Juli 1950 wurde die bis dahin eigenständige Gemeinde Wispitz eingegliedert. Durch eine Kreisgebietsreform wurde Wedlitz am 25. Juli 1952 dem Kreis Schönebeck zugeordnet. Der Beschluss wurde revidiert, und die Gemeinde wurde am 4. Dezember 1952 wieder dem Kreis Bernburg zugeordnet.
1959 wurde in Wispitz ein Erntekindergarten eröffnet, der bis 1971 existierte. Am 1. September 1961 wurde im heutigen Gebäude der Volksbildung, Hauptstraße 12 in Wedlitz, eine Schule für die Klassen 1–4 eingerichtet. Zum 1. September 1972 erfolgte deren Schließung und die Schüler ab der 1. Klasse besuchten die Zentralschule „Karl Marx“ in Nienburg. Am 9. Juni 1984 fand das erste Heimatfest statt, das sich als Traditionsfest und kultureller Jahreshöhepunkt entwickelte.
Die Landwirtschaftliche Produktionsgenossenschaft errichtete 1988 am Ende des Dorfes Wedlitz in Richtung Wispitz eine Milchviehanlage. 1990/1991 wurden Wedlitz und Wispitz an das Trinkwassernetz angeschlossen.
Durch einen Gebietsänderungsvertrag hat der Gemeinderat der Gemeinde Wedlitz am 19. Februar 2008 beschlossen, dass die Gemeinde Wedlitz in die Stadt Nienburg (Saale) eingemeindet wird. Dieser Vertrag wurde vom Landkreis als unterer
Kommunalaufsichtsbehörde genehmigt und trat am 1. Januar 2010 in Kraft.
Nach Eingemeindung der bisher selbständigen Gemeinde Wedlitz werden Wedlitz und Wispitz Ortsteile der Stadt Nienburg (Saale). Für die eingemeindete Gemeinde wird die Ortschaftsverfassung nach den §§ 86 ff. der Gemeindeordnung Sachsen-Anhalt eingeführt. Die eingemeindete Gemeinde Wedlitz und künftigen Ortsteile Wedlitz und Wispitz werden zur Ortschaft der aufnehmenden Stadt Nienburg (Saale). In der eingemeindeten Gemeinde und nunmehrigen Ortschaft Wedlitz wird ein Ortschaftsrat mit sieben Mitgliedern einschließlich Ortsbürgermeister gebildet.

### Ortsname
Wedlitz wurde 951 als Uuitouulici, 1328 Wetelyz, 1376 Wethelicz, 1493 Wetelitz und ab 1602 Wedlitz genannt.
Wispitz ist 951 als Uvssepici, 1223 Wyspisht, 1255 Wyspiz, 1315 Wiszpisz und seit 1474 als Wispitz überliefert.

## Wirtschaft und Infrastruktur

### Verkehr
Südlich von Wedlitz verläuft die Bundesstraße 185, Bernburg (Saale) nach Köthen (Anhalt). Die Bundesautobahn 14, die von Halle (Saale) nach Magdeburg führt, liegt westlich von Wedlitz.

## In Wedlitz geborene Persönlichkeiten
- Harald Brödel (1934–1996), Gebrauchsgrafiker